# Айргиалла
Аргилла (др.‑ирл. Airgíalla, ирл. Oiríalla [Орилла], англ. Oirialla, Oriel, Uriel, Orgiall, Orgialla, Oryallia, Ergallia) — средневековое королевство в Ирландии. Время существования королевства: 331—1590 годы. Территория королевства охватывала территории современных графств Лаут, Арма, Монахан. В раннем средневековье, согласно ранним ирландским источникам, епископы Клогера были главами церковной иерархии королевства Айргиалла.
Королевством правили династии и кланы, связанные с Ульстером (Уладом), которые сформировали коалицию кланов в VII веке. Считается, что название королевства происходит от ирландских слов ór — «золото» и gialla — «заложник» (то есть «заложник золота»). Однако есть версия, что название происходит от слова Airgíallne — «дополнительное (зависимое) государство».

## Легенды о возникновении королевства
Три брата Колла: Колла Уайс (ирл. — Colla Uais), Муйредах (ирл. — Muiredach), он же — Колла Фо Хри (ирл. — Colla Fo Chrí) и Аэд (ирл. — Áed), он же Колла Мэнн (ирл. — Colla Menn) (в историю они вошли как «Три Колла») устроили заговор против верховного короля Ирландии Фиаха Сройптине (ирл. — Fíacha Sroiptine). Эти три брата были сыновьями Эоху Доймлейна (ирл. — Eochu Doimhlein) и внуками верховного короля Ирландии Кайрбре Лифехара (ирл. — Cairbre Lifeachar). В то время сын короля Фиаха Сройптине — Муйредах Тирех (ирл. — Muiredach Tirech) вел довольно успешную войну в Мунстере. Братья Колла сталкивались с ним в сражениях, но сначала потерпели поражение. Но потом, собрав новые силы, они двинулись в поход против верховного короля Фиаха Сройптине. Друид Дубхомар (ирл. — Dubchomar) предсказал, перед битвой, что если победят братья Колла, то никто из их наследников никогда не будет королём Ирландии, если же победит король Фиаха Сройптине, то никто из его потомков никогда не будет королём Ирландии. Эта битва вошла в историю как битва Дубхомара. Победили братья Колла, а король Фиаха в битве был убит, власть захватил Колла Уайс, но в действительности — никто из потомков Колла Уайс и его братьев никогда не были верховными королями Ирландии.

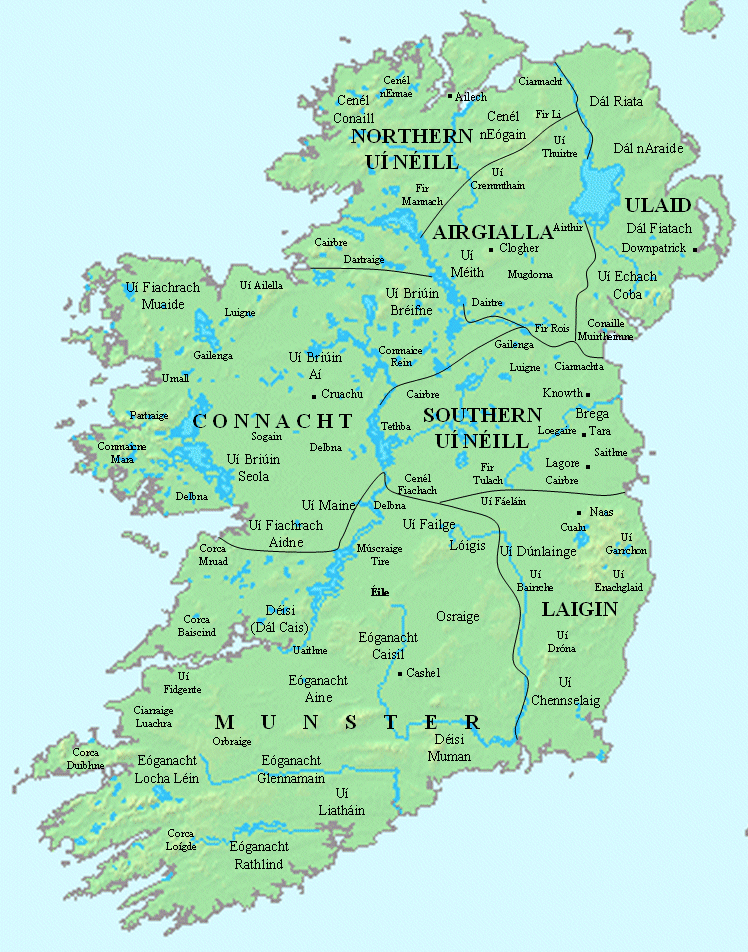
Карта Ирландии

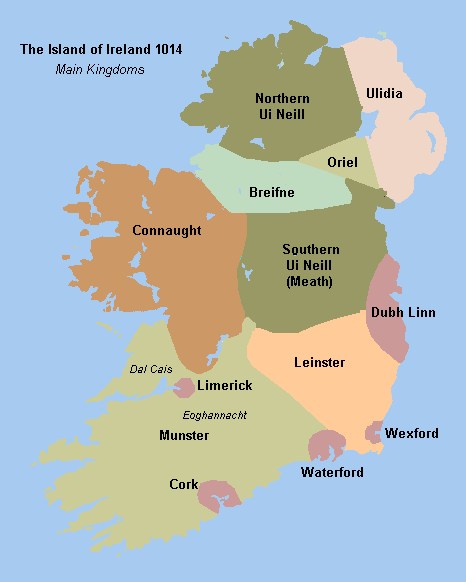
Ирландия в 1014 году. Показаны основные королевства острова

Колла Уайс правил всего четыре года (306—310). После этого Муйредах Тирех собрал силы, разбил в битве братьев Колла и их сторонников и выслал братьев с тремя сотнями их сторонников за пределы Ирландии — в Альбу (Albain — «Алебень» — ирландская название Шотландии). Дело в том, что их мать — Айлех (ирл. — Ailech) была дочерью короля Альбы, и они были на службе у своего деда три года. После этого они снова вернулись в Ирландию и явились короля Муйредаха Тиреха, прося взять их на службу. Они надеялись, что король, выполняя обычный закон кровной мести, за своего отца убьет их и, таким образом, они избавятся от проклятия, что они их потомки никогда станут верховными королями Ирландии. Но Муйредах Тирех знал пророчество и потому вопреки обычаю кровной мести не только не убил их, но и взял их на службу.
После нескольких лет службы верховный король Ирландии Муйредах Тирех решил в 331 году, что братьям Колла следует дать своё небольшое королевство — так будет справедливо. В те времена Ирландия делилась на пять больших королевств — Коннахт, Мунстер, Лейнстер, Улад и Миде — теоретически вассальных по отношению к верховному короля Ирландии, но каждое королевство имело свою королевскую династию. Каждое королевство делилось в свою очередь на более мелкие королевства, а те на владение отдельных вождей кланов. Между королевствами и кланами постоянно возникали конфликты и войны. Между верховным королём и вассальными королевствами тоже постоянно возникали вооруженные конфликты. Тогда как раз возник конфликт с королевством Улад, и верховный король отправил братьев Колла на войну, пообещав в случае успеха передать им завоеванные земли для собственного маленького вассального королевства. В то время королевством Улад (Ольстер) управляли короли из рода Ир из клана Рори или как еще его называли Рудерикан (англ. — Clanna-Rory, Rudicians или Rudericians). Войско было набрано в Коннахта — королевстве, которое издревле враждовало с Уладом. Тяжелые сражения происходили у Ахайд Лейтдейрг (староирл. — Achaid Leithdeirc) и на землях Фернмуйге (староирл. — Fearn Muige) — как говорится в легендах «семь битв за неделю». В результате этой войны король Улада Фергус Фога (староирл. — Fergus Foga) был убит, но Колла Мэнн погиб. Братья сожгли Эмайн Маха (староирл. — Emain Macha) — древнюю столицу королевства Улад (Ольстер), дворец королей Улада, воспетый бардами в так называемом «Уладском цикле». После этого Эмайн Маха пришла в упадок и больше никогда не возродилась, так же как когда-то великое и сильное королевство Улад. Место, где состоялась заключительная битва, закончившаяся катастрофой для королевства Улад, называется Карн Ахайд Лейтдейрг (староирл. — Carn Achaid Leithdeirc, современное название — Achaidh Leith-Deirg), известная теперь как Агадерг (ирл. — Aghaderg) в графстве Даун. До этого времени сохранилась каменная могила, где похоронены павшие в этой битве воины королевства Улад — Лохбрикленд (англ. — Loughbrickland). Но королевство Улад сохранилось — в значительно меньшей виде — менее пятой части от предыдущей территории. Теперь там стала править совсем другая династия — Херемон (англ. — Heremon). Остальную территорию захватили брать Колла и О’Нейл — потомки короля Ниалла Девяти Заложников.
Трех братьев Колла еще называют: Колла Благородный (Колла Уайс), Колла Знаменитый (Колла Манн), Колла Двух Земель (Колла Да Хройх). Колла Уайс стал королём вновь королевства в 331 году и умер в 332 году (хотя по этим датам ведутся споры). Называется дата создания королевства 327 год. Название королевства в легендах объясняется тем, что братья Колла получили обещание от верховного короля Ирландии, если когда-нибудь любой вождь из клана Колла будет удерживаться заложником, его кандалы будут сделаны из золота. Название королевства также родственно шотландской земли Аргайл — территорию в западной Шотландии. Это в свою очередь объясняют тем, что на эту территорию когда-то переселились ирландские племена, образовавшие королевство Дал Риада. Также есть версии, что эти названия происходят от двух названий ирландских племен Эрра-Гел (шотл. — Earra-Ghàidheal).
Братья захватили большую территорию и основали королевство Айргиалла (староирл. — Airgíalla). Потомки братьев Колла до сих пор живут в Ольстере. Из рода братьев Колла происходит праздник Дерхайртинн (староирл. — Derchairthinn) — VI века.

## Исторические свидетельства

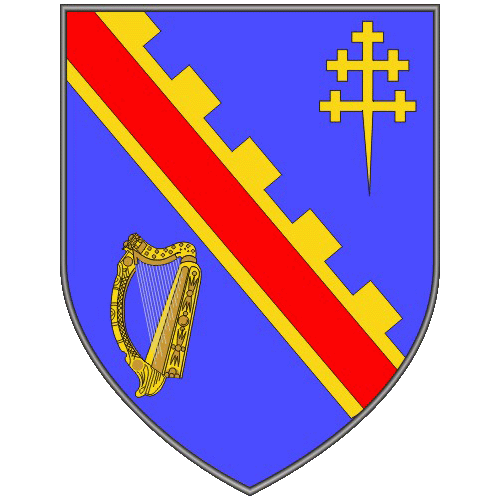
Герб современного графства Арма, на территории которого было расположено королевство Айргиалла

Первое письменное упоминание королевства в ирландских анналах встречается в «Анналах Ульстера» в записи за 514 год, где сообщается о смерти короля Кайрпре Дама Айркита. Начиная с конца VI века сообщения о событиях в Айргиалле становятся регулярными.

## Девять королевских кланов Айргиаллы
В анналах упоминаются девять айргиаллских королевских кланов, владевших землями в королевстве и имевших в своё время своих представителей на троне королевства:
- Уи Туйртри (староирл. — Uí Thuirtri)
- Уи Мейк Кайртинн (староирл. — Uí Meic Cairthinn)
- Уи Фиахрах Арда (староирл. — Uí Fiachrach Arda Sratha)
- Уи Мокку Уайс (староирл. — Uí Moccu Uais)
- Уи Кремтайнн (староирл. — Uí Cremthainn)
- Уи Мейт (староирл. — Uí Méith)
- Инд Айртир (староирл. — Ind Airthir)
- Мугдорна (староирл. — Mugdorna)
- Уи Круйнн (староирл. — Uí Cruinn)

## Список королей королевства Айргиалла
(Указаны годы правления)

### Ранние короли (513—882 годы)
- Кайрпре Дам Айркит (507?—514)
- Колга мак Лойте мак Круйнн (староирл. — Colga mac Loite mac Cruinn) (упоминается в 520/523)
- Даймин Айркит (ок. 550—565)
- Бекк мак Куанах (староирл. — Bec mac Cuanu) (ум. 598)
- Аэд мак Колган (староирл. — Aed mac Colgan) (594—606)
- Маэл Одар Маха (староирл. — Mael Odar Macha) (ум. 636)
- Дунхад мак Ултан (староирл. — Dunchad mac Ultan) (ум. 677)
- Маэл Фотартайг мак Маэл Дуб (староирл. — Mael Fothartaig mac Mael Dub) (около 697)
- Ку Массах мак Катал (староирл. — Cu Masach mac Cathal) (ум. 825)
- Гофрайд мак Фергюс (староирл. — Gofraid mac Fergus) (около 835)
- Фогартайг мак Маэл Бресал (староирл. — Fogartaig mac Mael Bresal) (ум. 850 или 852)
- Конгалах мак Финнахта (староирл. — Congalach mac Finnachta) (ум. 874)
- Маэл Падрайг мак Маэл Курарада (староирл. — Mael Padraig mac Mael Curarada) (874—882)

### Короли Айргиаллы (900—1201 годы)
- Маол Краойб Уа Дуйб Шионах (ирл. — Maol Craoibh ua Duibh Sionach) (ум. 917)
- Фогартах мак Доннеган (ирл. — Fogarthach mac Donnegan) (917—947)
- Доннакан мак Маэлмуйре (ирл. — Donnacan mac Maelmuire) (947—970)
- Мак Эйккниг мак Далаг (ирл. — Mac Eiccnigh mac Dalagh) (970—998)
- Мак Лейгинн мак Кербайлл (ирл. — Mac Leiginn mac Cerbaill) (998—1022)
- Кахалан Уа Крихайн (ирл. — Cathalan Ua Crichain) (1022—1027)
- Гилла Колуйм Уа Эйхнех (ирл. — Gilla Coluim ua Eichnech) (1027—1048)
- Лехлобайр Уа Лайдгнен (ирл. — Leathlobair Ua Laidhgnen) (1048—1053, ум. 1078)
- Уа Баойгеллайн (ирл. — Ua Baoigheallain) (1053—1087)
- Аод Уа Баойгеллайн (ирл. — Aodh Ua Baoigheallain) (1087—1093)
- Уа Айнвиг (ирл. — Ua Ainbhigh) (1093—1094)
- Ку Кайхил Уа Кербайлл (ирл. — Cu Caishil Ua Cerbaill) (1094—1101)
- Гиолла Крист Уа хЕйккниг (ирл. — Giolla Crist Ua hEiccnigh) (1101—1127)
- Доннхад Уа Кербайлл (ирл. — Donnchadh Ua Cearbaill) (1130—1168)
- Мурхад Уа Кербайлл (ирл. — Murchard Ua Cerbaill) (1168—1189)
- Муйрхертах (ирл. — Muirchertach) (1189—1194) ум. 1196
- Уа Эйхниг (ирл. — Ua Eichnigh) (1194—1201)

### Короли Позднего Средневековья (1201—1590 годы)
Короли Айргиаллы из рода Макмагонов (Мак Матгамна)
- Ниалл мак Доннхада (ирл. — Niall mac Donnchada) (1196—1208)
- Доннхад Уа хАнлуайн (ирл. — Donnchad Ó hAnluain) (-?)
- Ардгал Уа хАнлуайн (ирл. — Ardghal Ó hAnluain) (-?)
- Гилла Патрайг Уа хАнлуайн (ирл. — Gilla Patraig Ó hAnluain) (-?)
- Мурхад Уа хАнлуайн (ирл. — Murchadh Ó hAnluain) (-?)
- Ку Улад Уа хАнлуайн (ирл. — Cu Uladh Ó hAnluain) (-?)
- Эахмарках Уа хАнлуайн (ирл. — Eachmarcach Ó hAnluain) (-?)
- Ку Улад Уа хАнлуайн (ирл. — Cu Ulad Ó hAnluain) (-?)
- Ниалл Уа хАнлуайн (ирл. — Niall Ó hAnluain) (-?)
- Магнус Уа хАнлуайн (ирл. — Magnus Ó hAnluain) (-?)
- Ниалл Уа хАнлуайн (ирл. — Niall Ó hAnluain) (-?)
- Эохайд мак Махгаханма мак Нейлл (ирл. — Eochaid mac Mathgahamna mac Neill) (ум. 1273)
- Бриан мак Эохада (ирл. — Brian mac Eochada) (1283—1311), сын Эохайда мак Махгаханмы
- Ралф (Рулб) мак Эохада (ирл. — Ralph (Roolb) mac Eochada) (1311—1314), сын Эохайда мак Махгаханмы
- Маэл Сехлайнн мак Эохада (ирл. — Mael Sechlainn mac Eochada) (1314 -?), сын Эохайда мак Махгаханмы
- Мурхад Мор мак Бриайн (ирл. — Murchad Mór mac Briain) (? — 1331), сын Бриана мак Эохады
- Шон мак Маойлшехнайнн (ирл. — Seoan mac Maoilsheachlainn) (1331—1342), сын Маэла Сехнайлла
- Аод мак Рулб (ирл. — Aodh mac Roolb) (1342—1344), сын Рулба мак Эохады
- Мурхад Ог мак Мурхад (ирл. — Murchadh Óg mac Murchada) (1344), сын Мурхада Мора
- Магнус мак Эохада (ирл. — Maghnus mac Eochadha) (1344—1357)
- Пилиб мак Руйлб (ирл. — Pilib mac Rooilbh) (1357—1362), сын Ральфа (Рулба) мак Эохады
- Бриан Мор мак Аод (ирл. — Brian Mór mac Aodh) (1362—1365), сын Аода мак Рулба
- Ниалл мак Мурхад (ирл. — Niall mac Murchadha) (1365—1368), сын Мурхада Ога
- Бриан Мор мак Аод (ирл. — Brian Mór mac Aodh) (1368—1371), сын Аода мак Рулба
- Пилиб Руад мак Бриайн (ирл. — Pilib Ruadh mac Briain) (1371—1403), сын Бриана Мора
- Ардгал мак Бриайн (ирл. — Ardghal mac Briain) (1403—1416), сын Бриана Мора
- Бриан мак Ардгайл (ирл. — Brian mac Ardghail) (1416—1442), сын Ардгайла мак Бриайна
- Руайдри мак Ардгайл (ирл. — Ruaidhri mac Ardghail) (1442—1446), сын Ардгайла мак Бриайна
- Аод Руад мак Руайдри (ирл. — Aodh Ruadh mac Ruaidhri) (1446—1453), сын Руайдри мак Ардгайла
- Фейдлимид мак Бриайн (ирл. — Feidhlimidh mac Briain) (1453—1466), сын Бриана мак Ардгайла
- Эохан мак Руайдри (ирл. — Eochan mac Ruaidhri) (1466—1467), сын Руайдри (Рори) мак Ардгайла
- Реамонн мак Руайдри (ирл. — Reamonn mac Ruaidhri) (1467—1484), сын Руайдри (Рори) мак Ардгайла
- Аод Ог мак Аода Руайда (ирл. — Aodh Óg mac Aodha Ruaidh) (1485—1496), сын Аода Руада
- Бриан мак Реамойнн (ирл. — Brian mac Reamoinn) (1496—1497), сын Реамонна мак Руайдри
- Росса мак Магнуса (ирл. — Rossa mac Maghnusa) (1497—1513)
- Реамонн мак Глайсне (ирл. — Reamonn mac Glaisne) (1513—1521)
- Глайсне Ог мак Реамойнн (ирл. — Glaisne Óg mac Reamoinn) (1521—1551), сын Реамонна мак Глайсне
- Арт Маол мак Реамойнн (ирл. — Art Maol mac Reamoinn) (1551—1560), сын Реамонна мак глайсне
- Аод мак Бриайн (ирл. — Aodh mac Briain) (1560—1562)
- Арт Руад мак Бриайн (ирл. — Art Ruadh mac Briain) (1562—1578)
- Сир Росса Буйде мак Айрт (ирл. — Sir Rossa Buidhe mac Airt) (1579—1589), сын Арта Руада
- Аод Руад мак Айрт (ирл. — Aodh Ruadh mac Airt) (1589—1590), сын Арта Руада

В 1590 году территория Айргиаллы была конфискована английской короной.